# Viola bubanii
Viola bubanii Timb.-Lagr. – gatunek roślin z rodziny fiołkowatych (Violaceae). Występuje naturalnie w górach północnej Portugalii i północnej Hiszpanii, a także w południowo-zachodniej Francji (tylko w Pirenejach). 

## Morfologia
PokrójBylina dorastająca do 10–25 cm wysokości. Pędy są szczeciniasto owłosione. Łodyga jest smukła, wznosząca się. Roślina tworzy kłącza.
LiścieBlaszka liściowa dolnych liści ma zaokrąglony kształt, natomiast górne są podługowate, jest ząbkowana na brzegu, ma sercowatą nasadę i ostry lub tępy wierzchołek. Ogonek liściowy jest nagi i ma 20 mm długości. Przylistki są pierzaste, z dolnymi płatami skierowanymi w dół, osiągają 10–25 mm długości.
KwiatyPojedyncze, wyrastające z kątów pędów. Mają działki kielicha o lancetowatym kształcie z ostrym wierzchołkiem, dorastające do 9–13 mm długości (zazwyczaj 2 razy krótsze od korony). Płatki są odwrotnie jajowate i mają ciemnofioletową barwę, 4 płatki boczne są wyprostowane, płatek przedni mierzy 15-31 mm długości, z białymi i żółtymi żyłkami, wyposażony w stożkowatą i zakrzywioną ostrogę o długości 6-14 mm.
OwoceTorebki mierzące 7 mm długości, o jajowatym kształcie.

## Biologia i ekologia
Rośnie na łąkach i brzegach cieków wodnych. Występuje na wysokości od 600 do 2000 m n.p.m. Kwitnie od czerwca do września. 

## Zmienność
W obrębie tego gatunku oprócz podgatunku nominatywnego wyróżniono jeden podgatunek:
- V. bubanii subsp. trinitatis (Losa) M.Laínz – występuje w północno-zachodniej Hiszpanii[7]